# Oxley Highway
Der Oxley Highway ist eine Fernverkehrsstraße in New South Wales, Australien. Er verläuft über eine Länge von 656 Kilometern in Ostwest-Richtung und verbindet die Hafenstadt Port Macquarie mit dem kleinen Ort Nevertire am Mitchell Highway.

## Geschichte
Der Bau des Oxley Highway begann im Jahr 1838, als von Häftlingen der Strafkolonie Australien eine Straße von Port Macqaurie über die Great Dividing Range nach Walcha gebaut wurde. Diese Arbeiten dauerten vier Jahre und die Straße wurde 1842 für den Verkehr freigegeben. Sie wurde hauptsächlich für den Transport von Wolle von den Farmen im Hinterland zum Hafen in Port Macqaurie verwendet.
Der nächste Abschnitt zwischen Walcha und Bendemeer wurde erstmals 1857 in Karten verzeichnet, allerdings dauerte es bis 1889, bevor dieser Abschnitt als ordentliche Straße gekennzeichnet wurde. Allerdings war dieser Abschnitt des Highways auch dann nur von Ochsengespannen zu befahren.
In den 1920er-Jahren wurde die bestehende Straße ausgebaut und erneuert. Auf einigen Abschnitten wurde der Verlauf der Straße verlegt, um schwierige Passagen und Steigungen zu vermeiden.
1928 erhielt die Straße den Namen „Oxley Highway“ in Erinnerung an den Entdecker John Oxley. Dieser war der erste Europäer, der große Teile des Hinterlandes von New South Wales erkundete.

## Verlauf

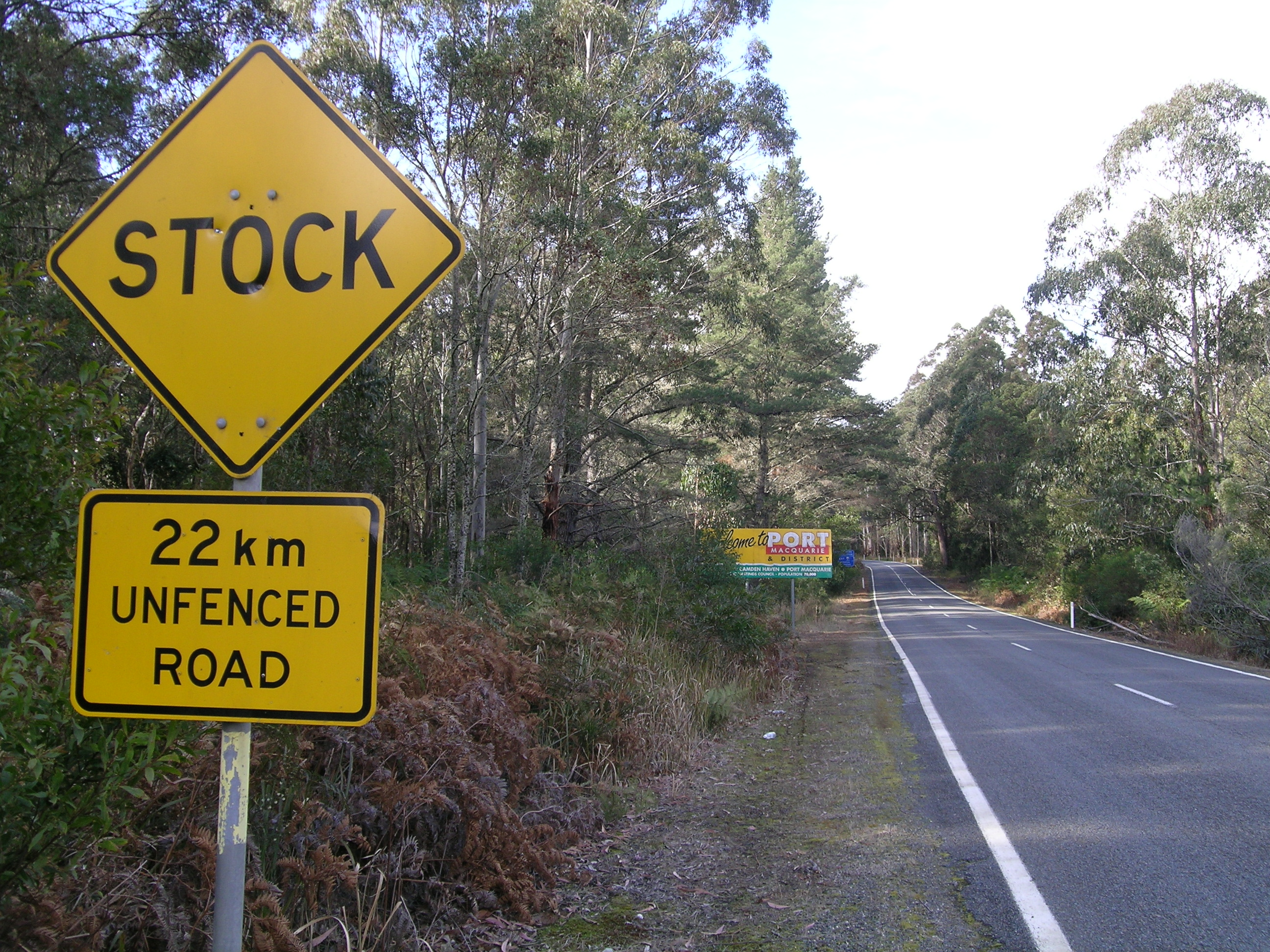
Straßenschild am Oxley Highway

Der Oxley Highway beginnt in Port Macquarie, einer Hafenstadt an der Pazifikküste von New South Wales, etwa 400 km nördlich von Sydney. Von Port Macquarie aus verläuft der Oxley Highway in westlicher Richtung. Nur wenige Kilometer nach seinem Beginn kreuzt der Oxley Highway den Pacific Highway (R1), Teil des National Highway 1, der die Hauptstädte von New South Wales und Queensland, Sydney und Brisbane, verbindet.
Die erste größere Ortschaft im Verlauf des Oxley Highway ist Wauchope, etwa 8 km nach der Kreuzung des Pacific Highway. Hinter Wauchope beginnt der lange und kurvenreiche Weg über die Great Dividing Range. Auf diesem Abschnitt passiert der Oxley Highway zahlreiche Nationalparks, so zum Beispiel den Cottan-Bimbang-Nationalpark, den Mummel-Gulf-Nationalpark und den Werrikimbe-Nationalpark. Im Oxley-Wild-Rivers-Nationalpark, etwa 1 km nördlich des Oxley Highways, können die spektakulären „Apsley Falls“ besichtigt werden. Dabei fällt das Wasser des Apsley River in zwei Stufen um 65 m und 58 m.
Die nächste größere Siedlung im Verlauf des Oxley Highways ist Walcha. In Walcha kann ein umfangreiches Museum und Freiluftgelände besichtigt werden, in welchem zahlreiche Stücke aus den frühen Jahren der Besiedlung der Gegend ausgestellt sind.
Bei Bendemeer trifft der Oxley Highway auf den New England Highway (N15). Auf etwa 40 km verlaufen beide Highways auf derselben Straße, bevor sie sich bei Tamworth wieder teilen. Der New England Highway führt weiter in Richtung Süden nach Newcastle, während der Oxley Highway in westlicher Richtung verläuft.
Etwa 180 km westlich vom Tamworth, wenige Kilometer vor Coonabarabran trifft der Oxley Highway auf den von Goondiwindi an der Grenze zu Queensland im Norden kommenden Newell Highway (N39). Beide Highways verlaufen die nächsten 95 km auf derselben Straße. Westlich von Coonabarabran liegt der Warrumbungle-Nationalpark, welcher bekannt ist für seine bizarren Felsformationen.
Bei Gilgandra kreuzt der Oxley Highway den Castlereagh Highway (R55 / S86), der von St. George in Queensland nach Lithgow westlich der Blue Mountains führt. In Gilgandra trennen sich auch die Wege von Newell Highway und Oxley Highway. Der Newell Highway führt nach Dubbo und bis zur Grenze nach Victoria, während der Oxley Highway in westlicher Richtung abzweigt.
Nach weiteren 106 km trifft der Oxley Highway auf den Mitchell Highway (R32) und endet. Der Mitchell Highway bietet die Möglichkeit, weiter ins westliche Queensland zu fahren bzw. auf dem wenig später abzweigenden Barrier Highway bis nach South Australia.